# دارين بويكو
دارين بويكو هو لاعب هوكي الجليد كندي، ولد في 16 يناير 1964 في وينيبيغ في كندا.

## وصلات خارجية
- دارين بويكو على موقع دوري الهوكي الوطني (الإنجليزية)
- دارين بويكو على موقع قاعة مشاهير الهوكي (لاعب أن.إتش.أل) (الإنجليزية)
- دارين بويكو على موقع EliteProspects.com (الإنجليزية)
- دارين بويكو على موقع HockeyDB.com (الإنجليزية)
- دارين بويكو على موقع Hockey-Reference.com (الإنجليزية)